# Haidong

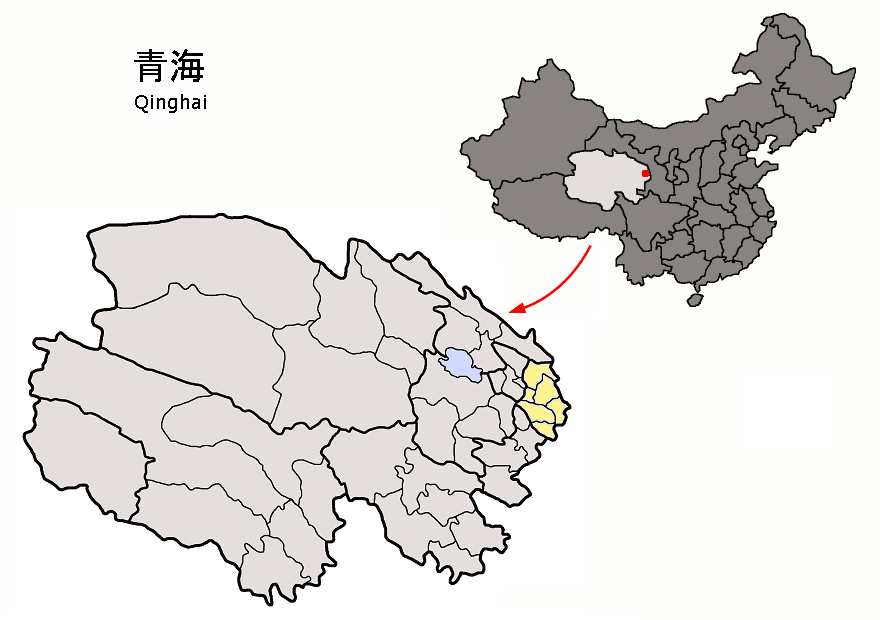
Lage Haidongs innerhalb der Provinz Qinghai

Haidong (chinesisch 海東市 / 海东市, Pinyin Hǎidōng Shì, früher chinesisch 海东地区) ist eine im Osten der chinesischen Provinz Qinghai liegende bezirksfreie Stadt. Die Stadtregierung hat ihren Sitz im Stadtbezirk Ledu. Haidong hat eine Fläche von 13.044 km² und 1.358.471 Einwohner (Stand: Zensus 2020). Im Norden grenzt die Stadt an den Autonomen Bezirk Haibei der Tibeter, im Osten und Süden an die Provinz Gansu, im Südwesten an den Autonomen Bezirk Huangnan der Tibeter und im Westen an den Autonomen Bezirk Hainan der Tibeter und die bezirksfreie Stadt Xining.
Im Dorf Hongya der „Gemeinde Shihuiyao der Hui-Nationalität“ (Kreis Ping’an) wurde 1935 Tendzin Gyatsho, der XIV. Dalai Lama geboren.

## Administrative Gliederung
Haidong setzt sich aus zwei Stadtbezirken und vier Autonomen Kreisen zusammen. Diese sind (Stand: Zensus 2020):
- Stadtbezirk Ledu (乐都区), 2.481 km², 240.949 Einwohner;
- Stadtbezirk Ping’an (平安区), Hauptort: Großgemeinde Ping’an (平安镇), 738 km², 117.883 Einwohner;
- Autonomer Kreis Minhe Hui und Tu (民和回族土族自治县), Hauptort: Großgemeinde Chuankou (川口镇), 1.899 km², 326.964 Einwohner;
- Autonomer Kreis Huzhu der Tu (互助土族自治县), Hauptort: Großgemeinde Weiyuan (威远镇), 3.358 km², 337.941 Einwohner;
- Autonomer Kreis Hualong der Hui (化隆回族自治县), Hauptort: Großgemeinde Bayan (巴燕镇), 2.710 km², ca. 200.474 Einwohner;
- Autonomer Kreis Xunhua der Salar (循化撒拉族自治县), Hauptort: Großgemeinde Jishi (积石镇), 1.815 km², 134.260 Einwohner.

## Ethnische Gliederung der Bevölkerung Haidongs (2000)
Beim Zensus im Jahr 2000 wurden in Haidong 1.391.565 Einwohner gezählt (Bevölkerungsdichte 105,73 Einwohner/km²).
| Name des Volkes | Einwohner | Anteil  |
| --------------- | --------- | ------- |
| Han             | 783.893   | 56,33 % |
| Hui             | 283.602   | 20,38 % |
| Tibeter         | 128.025   | 9,20 %  |
| Tu              | 112.131   | 8,06 %  |
| Salar           | 75.408    | 5,42 %  |
| Mongolen        | 6.646     | 0,48 %  |
| Mandschu        | 626       | 0,04 %  |
| Dongxiang       | 518       | 0,04 %  |
| Sonstige        | 716       | 0,05 %  |